# Jørgen Christensen
Jørgen Christensen (16 ottobre 1936 – 16 luglio 2018) è stato un calciatore danese, di ruolo difensore.